# Aloe viguieri
Aloe viguieri es una especie de planta suculenta  perteneciente a la familia de los aloes. Es originaria de Madagascar.

## Descripción
Es una planta con las hojas suculentas; que se encuentra en clima subhúmedo, subárido, en el matorral, en inselberg en la cara con rocas, a una altitud de  0-499 metros, en Madagascar en la  Provincia de Toliara.

## Taxonomía
Aloe viguieri fue descrita por Eugène Henri Perrier de la Bâthie y publicado en Bulletin Trimestriel de l'Académie Malgache, n.s., 10: 20, en el año 1927.
Etimología
Ver: Aloe
viguieri: epíteto